# 希亚克 (上卢瓦尔省)
希亚克（法語：Chilhac，法語發音：[ʃijak]）是法国上卢瓦尔省的一个市镇，位于该省西部，属于布里尤德区。

## 地理
希亚克（45°9'23"N, 3°26'16"E）面积4.11 平方千米，位于法国奥弗涅-罗讷-阿尔卑斯大区上盧瓦爾省，该省份为法国中南部省份，北起多姆山省和卢瓦尔省，西接康塔爾省，南至洛泽尔省，东临阿尔代什省。
与希亚克接壤的市镇（或旧市镇、城区）包括：欧巴扎、塞尔扎、拉武特希亚克、圣普里瓦迪德拉贡。
希亚克的时区为UTC+01:00、UTC+02:00（夏令时）。

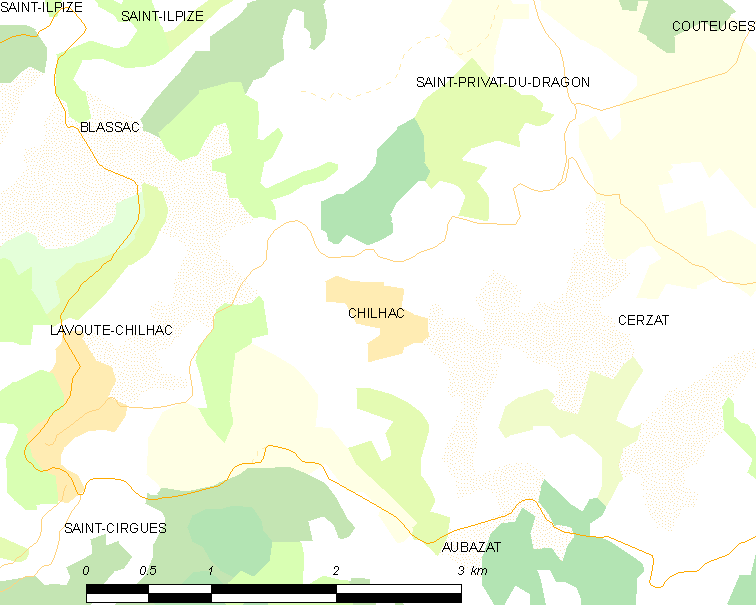
希亚克的OSM定位图

## 行政
希亚克的邮政编码为43380，INSEE市镇编码为43070。

## 政治
希亚克所属的省级选区为拉法耶特地区县。

## 人口

1962-2008年间希亚克人口变化图示

希亚克于2022年1月1日时的人口数量为173人。